# ترانتشة (ورغاهان)
ترانتشة (بالفارسية: ترانچه) هي منطقة سكنية تقع في إيران في قسم ورغاهان الریفي. يقدر عدد سكانها بـ 26 نسمة .